# (2968) Iliya
(2968) Iliya (1978 QJ; 1981 EZ3) ist ein ungefähr vier Kilometer großer Asteroid des inneren Hauptgürtels, der am 31. August 1978 vom russischen (damals: Sowjetunion) Astronomen Nikolai Stepanowitsch Tschernych am Krim-Observatorium (Zweigstelle Nautschnyj) auf der Halbinsel Krim (IAU-Code 095) entdeckt wurde.

## Benennung
(2968) Iliya wurde nach Ilja Muromez, einer Heldengestalt der Kiewer Tafelrunde aus einer bekannten russischen Bylina (Heldenlied), benannt.